# Öna, Mora
Öna (lyssna (fil)) är en ort i Mora kommun och del av tätorten Mora. Öna ligger cirka två kilometer nordväst om Mora centrum. Byn grundades på 1500-talet.
Öna var förr kringfluten av Dalälvens grenar, därav namnet. Då Karl-Erik Forsslund besökte byn 1918 bestod den av 53 gårdar. Tillsammans med grannbyarna Östnor, Kråkberg, Långlet och Selja hade den Moras sämsta odlingsmark, som mestadels bestod av sand, och måste bättras på med torv för att kunna odlas. Byns fäbodar låg vid Kräggån i närheten av Venjanssjön, långt från byn. Byarna Östnor, Kråkberg och Öna var kända för sina binäringar. Bönderna gjorde gelbgjuteriarbeten, mässingskammar och spolmaskiner, vävskedar, och korgarbeten, vävnader och fällar, dalahästar och laggkärl som såldes söderut i landet.

## Befolkningsutveckling
| Befolkningsutvecklingen i Öna 1950–1960                                            | Befolkningsutvecklingen i Öna 1950–1960 | Befolkningsutvecklingen i Öna 1950–1960 | Befolkningsutvecklingen i Öna 1950–1960 | Befolkningsutvecklingen i Öna 1950–1960 |
| ---------------------------------------------------------------------------------- | --------------------------------------- | --------------------------------------- | --------------------------------------- | --------------------------------------- |
|                                                                                    |                                         |                                         |                                         |                                         |
| År                                                                                 |                                         |                                         | Folkmängd                               | Areal (ha)                              |
| 1950                                                                               | 1950                                    |                                         | 319                                     | ##                                      |
| 1960                                                                               | 1960                                    |                                         | 326                                     | 44                                      |
| Anm.: Sammanvuxen med Mora 1965. ## Som tätort/befolkningsagglomeration 1920–1950. |                                         |                                         |                                         |                                         |

## Källhänvisningar
1. ↑  Statistikdatabasen : Landareal per tätort, folkmängd och invånare per kvadratkilometer. Vart femte år 1960–2015, SCB, läs online, läst: 1 november 2016.[källa från Wikidata]
2. ↑  Befolkning i tätorter 1960-2010, SCB, läs online, läst: 15 februari 2014.[källa från Wikidata]
3. ↑  Kodnyckel för SCB:s statistiska tätorter och småorter - Koppling mellan gammalt och nytt kodsystem, SCB, 11 november 2021, läs online.[källa från Wikidata]
4. ↑  ”Moras historia”. Mora kommun. 24 maj 2011. Arkiverad från originalet den 14 december 2011. https://www.webcitation.org/63vtjjN3m?url=http://mora.se/Kommun--politik/Kommunfakta/Historia/. Läst 14 december 2011.
5. ↑  Med Dalälven från källorna till havet Bok V Mora, Karl-Erik Forsslund, 1921
6. ↑   (PDF) Folkräkningen den 31 december 1950, I, Areal och folkmängd inom särskilda förvaltningsområden m.m., Tätorter. Stockholm: Statistiska centralbyrån. 1952-05-19. sid. 229. Arkiverad från originalet den 1 oktober 2014. https://www.webcitation.org/6T09ZkyrB?url=http://www.scb.se/Grupp/Hitta_statistik/Historisk_statistik/_Dokument/SOS/Folkrakningen_1950_1.pdf. Läst 9 oktober 2014 Arkiverad 29 oktober 2013 hämtat från the Wayback Machine.
7. ↑   Statistiska meddelanden Be 1967:21 Tätorternas areal och folkmängd 1960 och 1965. Stockholm: Statistiska centralbyrån. 1967-09-22. sid. 93